# آراتا ایورا
آراتا ایورا (انگلیسی: Arata Iura) یک هنرپیشه اهل ژاپن و متولد سال ۱۹۷۴ میلادی است که تاکنون در فیلم‌های گوناگونی به ایفای نقش پرداخته‌است.